# نسوية تحليلية
النسوية التحليلية، هي اختصاص فلسفي مُعنى بتطبيق المفاهيم والأساليب التحليلية على القضايا النسوية، جنبًا إلى جنب مع تطبيقه للمفاهيم والرؤى النسوية على القضايا التي لطالما كانت موضع اهتمام الفلاسفة التحليليين. تصر النسويات التحليليات -كما جميع النسويات- على الاعتراف بكل من مفهومي التمييز على أساس الجنس والمركزية الذكورية والنضال ضدهما.

## نبذة تاريخية
يعود استخدام مصطلح «النسوية التحليلية» إلى أوائل تسعينيات القرن العشرين، أي تحديدًا عند افتتاح جمعية النسوية التحليلية في جامعة ماساتشوستس في لويل. فتحت هذه الجمعية المجال أمام مناقشة القضايا النسوية التحليلية ودراستها، إذ يعود السبب في افتتاحها جزئيًا إلى الرغبة في مضاهاة التأثيرات واسعة الانتشار لما بعد الحداثة وما بعد البنيوية، بالإضافة إلى إثبات أن الفلسفة التحليلية بطبيعتها غير منحازة إلى الذكور. حاولت النسويات التحليليات إصلاح بعض المفاهيم الأساسية مثل الحقيقة والمنطق والموضوعية والفاعلية والاستقلالية، وذلك بسبب أهمية هذه المفاهيم من الناحية المعيارية فضلًا عن دورها في قضية تحرير المرأة وتمكينها. لم تقتصر جهود النسويات التحليليات على إصلاح هذه المفاهيم وحسب، بل ساهمت النسوية التحليلية أيضًا في الجانب التاريخي من الفلسفة التحليلية، مثل فلسفة اللغة والأبستمولوجيا والميتافيزيقيا وفلسفة العلوم.
نشرت المجلة الفلسفية الأمريكية هيباتيا عددًا خاصًا في عام 1995، تضمن إيضاحًا لمعنى النسوية التحليلية في السياق التحليلي الأنجلو-أمريكي السائد وفي إطار المواقف الفلسفية النسوية. كتب العديد من المؤلفين -مثل آن كود من جامعة كانساس، وآن غاري من جامعة كاليفورنيا في لوس أنجلوس، ولين هانكينسون نيلسون من جامعة واشنطن- في هذا العدد عن تهميش كل من الفلاسفة التحليليين والأجندة الأكاديمية النسوية للفلسفة النسوية التحليلية واستهلاكها. تُعتبر النسوية التحليلية بمثابة فئة فرعية لكل من الفلسفة التحليلية من جهة والنسوية من جهة أخرى، ولذلك تعترف النسوية التحليلية بالتقاليد الفلسفية لكلا المجالين، فضلًا عن تناولها للقضايا البارزة في هذين المجالين أيضًا.

## النهج الفلسفي
عرّفت آن إي. كود النسوية التحليلية كما يلي: «تؤمن النسوية التحليلية بأن الطريقة المثلى لمواجهة التمييز على أساس الجنس والمركزية الذكورية هي تكوين مفهوم واضح، وتقصي الحقائق، وانتهاج التماسك المنطقي والموضوعية والعقلانية والعدالة والخير، فضلًا عن الاعتراف بإفساد المركزية الذكورية لهذه المفاهيم على مر تاريخ الفلسفة». (1996:20) تهتم النسويات التحليليات بالأدب الذي اعتُبر تقليديًا بمثابة فلسفة تحليلية، لكنهن يعتمدن أيضًا على تقاليد فلسفية أخرى وأعمال النسويات في التخصصات الأخرى مثل علم الاجتماع وعلم الأحياء. تقدر النسويات التحليليات -كما معظم الفلاسفة التحليليون- الوضوح والدقة في الحجج، إذ يستخدمن التحليلات المنطقية واللغوية في استخلاصهن للاستنتاجات والمواقف بصورة صارمة مقارنةً بأتباع النهج الفلسفية الأخرى.
يخضع أغلبية الفلاسفة -بما فيهم الفلاسفة النسويات- إلى تدريب رسمي بسيط في الفلسفة التحليلية على الأقل، بينما يمتلك البعض الآخر خبرةً أكاديميةً وعلميةً في مجال التحليل. بُذلت جهود واعية بشأن استخدام كلمة «تحليلي»، ويعود السبب في ذلك إلى الافتراض القائل إن جميع الأعمال النسوية مرتبطة بنهج فلسفية أخرى، بينما تبيّن المراجعات القرب المنهجي بين النسوية والاصطلاحات التحليلية.
ترى معظم النسويات التحليليات في تشكيل المفاهيم الواضح وانتهاج التماسك المنطقي والحياد الطريقة المثلى لمواجهة كل من التمييز على أساس الجنس والمركزية الذكورية.